# Verhnii Rohaciîk
Verhnii Rohaciîk (în ucraineană Верхній Рогачик) este așezarea de tip urban de reședință a raionului Verhnii Rohaciîk din regiunea Herson, Ucraina. În afara localității principale, mai cuprinde și satele Lenine, Trudovîk, Vîșneve și Zorea.

## Demografie
Componența lingvistică a așezării de tip urban Verhnii Rohaciîk
     Ucraineană (94,82%)
     Rusă (4,24%)
     Alte limbi (0,28%)
Conform recensământului din 2001, majoritatea populației așezării de tip urban Verhnii Rohaciîk era vorbitoare de ucraineană (94,82%), existând în minoritate și vorbitori de rusă (4,24%).